# Belchinees
Belchinees is een begrip dat werd gebruikt door de Nederlandse politie en/of de KNVB, die in 2009 gezamenlijk onderzoek deden naar omkoping in het betaald voetbal, als benaming voor een persoon van Aziatische afkomst, die toeschouwer is bij een sportwedstrijd en gedurende de wedstrijd het spelverloop continu telefonisch doorgeeft aan een callcenter of gokbedrijf in China of Zuidoost-Azië. De term wordt gelinkt aan omkoping door de Chinese maffia, vanuit het vermoeden dat de informatie in Azië gebruikt wordt om op wedstrijden te gokken en deze te manipuleren. In het onderzoek staat na tips van de UEFA en gokexperts de link met Aziatische gokconcerns centraal. 
Begin december 2009 berichtte het televisieprogramma Voetbal International over dit onderzoek en het begrip 'belchinees'. Gesteld werd dat "belchinezen" bij meerdere clubs in de onderste regionen van het betaald voetbal aanwezig waren geweest, niet alleen bij competitiewedstrijden van het eerste elftal, maar ook bij oefenwedstrijden en jeugdwedstrijden. Zij belden niet alleen het scoreverloop door, maar ook als er andere spelmomenten zoals hoekschoppen plaatsvonden; iets wat op zichzelf niet strafbaar is.
Voetbal International zond beelden uit van belchinezen die bij FC Eindhoven en FC Oss aanwezig waren en daar door veiligheidsbeambten werden aangesproken. Zowel FC Eindhoven als FC Oss heeft aangegeven geen relatie met deze mensen te hebben.